# RAM UAV
RAM UAV — дрон-камікадзе, презентація якого відбулась у лютому 2018 року на виставці в Абу-Дабі. Розроблений ТОВ «Компанія оборонних і радіоелектронних технологій» (КОРТ). Основне призначення — виявлення та ураження наземних (надводних) броньованих цілей та систем протиповітряної оборони.

## Характеристики
RAM UAV обладнаний електричним двигуном, що забезпечує дальність польоту до 30 км на крейсерській швидкості в 70 км/год. Запуск безпілотного літального апарата здійснюється за допомогою катапульти.
Апарат завдовжки 1,78 метра, розмах крил — 2,3 метра, а споряджена маса — 8 кг. Це включає вагу бойової частини, яка може сягати 3 кг. Бойова частина може бути термобаричною, протитанковою і осколковою.

## Історія
У 2015-2016 роках виникла ідея створити перший український атакуючий безпілотник-камікадзе. Його виготовляли чотири компанії. Перша модель вироблялася три роки і добре зарекомендувала себе. Друга модель RAM II UAV з'явилася у 2018 році.
10 жовтня 2022 р. на тлі масованого ракетного обстрілу російськими загарбниками Фонд Сергія Притули та Сергій Стерненко оголосили про збір коштів на закупівлю безпілотників RAM II UAV для ЗСУ..
9 квітня 2024 р. з'явилося відео ураження ЗРГК 2С6 "Тунгуска". Було зазначено, що вразив ціль БПЛА RAM X.

## Див.також
- RAM X[5]